# The Grand Tour (chanson)
Cet article concerne la chanson de George Jones. Pour l'album homonyme, voir The Grand Tour.
Singles de George Jones
Once You've Had the Best
(1973) The Door
(1974)
"The Grand Tour" est une chanson popularisée par le chanteur américain de musique country George Jones. Publié à l'origine en 1974, le morceau est la chanson-titre de son album du même nom.
Le single tiré de ce morceau a été le sixième de George Jones (le cinquième si l'on ne compte que ses chansons en solo) à atteindre la première place du hit-parade Billboard Hot Country Singles en août 1974, et est le quatrième plus grand tube de cette année aux États-Unis.

## Texte et musique
Cette chanson est souvent considérée comme l'une des meilleures de l'histoire de la musique country. L'historien du genre Bill Malone, dans le livret de la compilation Classic Country Music: A Smithsonian Collection, en dit que c'est une « perfect matching of lyrics and performance » (combinaison parfaite entre les paroles et la musique) et « one of the great modern songs of divorce » (l'une des grandes chansons modernes traitant du divorce).
Les paroles de la chanson mélangent l'histoire du chanteur faisant le tour de sa maison, qui abritait autrefois des souvenirs heureux et très personnels, avec des signes annonçant la dernière étape de ce tour, à la chambre d'enfants, où la femme du chanteur « left me without mercy, taking nothing but our baby and my heart » (m'a quitté sans aucun remords, en emportant rien si ce n'est nôtre enfant et mon cœur). Avant la poignante scène finale, le chanteur contemple plusieurs objets, comme une chaise confortable ou le lit conjugal en songeant à des souvenirs d'une époque meilleure.
Malone écrit que « the graphic imagery permits the listener to see both the inside of the abandoned home where love has died and the interior of the narrator's mind » (la description très graphique permet à l'auditeur de voir aussi bien l'intérieur de la maison abandonnée où cet amour est mort que celui de l'esprit du narrateur).
L'auteur-compositeur Norro Wilson s'est exprimé sur le succès de "The Grand Tour" dans The Billboard Book of Number One Country Hits : « As I recall, when George cut that song, it was the most talked-about record he'd had in an awfully long time ... "The Grand Tour" is one of my proudest moments. » (Dans mes souvenirs, après que George ait sorti ce morceau, on en a parlé comme on avait pas parlé d'une de ses chansons depuis affreusement longtemps... "The Grand Tour" est l'une de mes plus grandes fiertés).

## Reprises
En 1993, le chanteur de musique soul Aaron Neville a enregistré une reprise de "The Grand Tour". Cette version a atteint la 38e place du hit-parade Billboard Hot Country Singles & Tracks, et la 90e place du Billboard Hot 100. C'était la première fois que Neville faisait entrer une chanson dans les hits-parades country américain.

## Positions dans les hits-parades
| Chart (1974)                       | Position |
| ---------------------------------- | -------- |
| U.S. Billboard Hot Country Singles | 1        |
| Canadian RPM Country Tracks        | 2        |